# Josh Andrés Rivera
Josh Andrés Rivera (1 mei 1995) is een Amerikaans acteur.

## Carrière
Rivera's ouders kwamen uit Puerto Rico. Rivera kreeg voor het eerst bekendheid vanwege zijn ondersteunende rol als Chino in de Steven Spielberg-remake van West Side Story (2021), waarin hij speelde tegenover Rachel Zegler. Hij trad op in het oorspronkelijke gezelschap voor de eerste nationale tournee door Hamilton. In 2023 speelde hij in films als de onafhankelijke dramafilm Cat Person en de dystopische actiefilm The Hunger Games: The Ballad of Songbirds & Snakes. Hij zal Aaron Hernandez spelen in de gelimiteerde serie American Sports Story (2024).

## Privéleven
Sinds 2021 heeft Rivera een relatie met Rachel Zegler.